# Azorubin
Azorubin je umjetno crveno bojilo iz skupine azo-bojila (indeks boje C.I. 14720), dodatak hrani ili prehrambeni aditiv označen E-brojem E122. Istraživanja su pokazala da može izazvati alergiju, urtikariju i rinitis, posebno u osoba osjetljivih na salicilnu i benzojevu kiselinu (E210). Pretpostavlja se također da može utjecati na nastajanje neurodermitisa i astme. U kombinaciji s benzojevom kiselinom (E210) može uzrokovati sindrom hiperaktivnosti kod djece. Odlukom Europskog parlamenta koja je od godine 2010. obvezujuća za sve zemlje članice Europske unije, na deklaraciji namirnica kojima je dodano jedno od sljedećih bojila: E102, E104,E110, E122, E124, E129, mora stajati upozorenje: "Može uzrokovati poremećaj aktivnosti i pažnje djece". Izbjegavati! Zabranjen je u Norveškoj, Švedskoj, SAD-u i u Japanu.

## Prihvatljivi dnevni unos ili ADI
U svrhu zaštite potrošača i s ciljem smanjenja zdravstvenih rizika za aditive se određuje prihvatljivi dnevni unos - ADI (eng. Acceptable Daily Intake). To je količina aditiva za koju se smatra da je potrošač može unositi u organizam bez štetnih posljedica po zdravlje. ADI se izražava u miligramima nekog aditiva po kilogramu tjelesne težine, a temelji se na rezultatima pokusa na životinjama u kojima se izračunavaju količine aditiva koje ne narušavaju zdravlje laboratorijskih životinja, to jest takozvani Observed Adverse Effective Level (NOAEL). Te vrijednosti preračunavaju se u dnevnu dozu za ljude (ADI/PDU) tako da se obično umanjuju sto puta. 
Prihvatljivi dnevni unos za azorubin je 4 mg/kg tjelesne težine.
| Dopuštena upotreba | Količina  |
| --- | --------- |
| Fini pekarski proizvodi (biskviti, kolači, vafli...), smrznuti aromatizirani deserti (sladoledi), bombonski proizvodi i slične slastice, dekoracije, ukrasi, preljevi, deserti, uključujući i aromatizirane mliječne proizvode, pripravci namijenjeni kontroli tjelesne mase, pripravci koji se upotrebljavaju pod medicinskim nadzorom | 50 mg/kg  |
| Bezalkoholni aromatizirani napitci | 50 mg/L   |
| Gorka soda, gorko vino, Americano, dodatci prehrani u tekućem obliku | 100 mg/L  |
| Grickalice: začinjeni plodovi za grickanje, orašasti plodovi sa začinskim smjesama | 100 mg/kg |
| Neka alkoholna pića, aromatizirana pića na osnovi vina, aromatizirani vinski koktelski proizvodi | 200 mg/L  |
| Senf, dodaci prehrani u čvrstom obliku | 300 mg/kg |
| Zamjena za losos | 500 mg/kg |